# Бекечево
Бекечево (баш. Бикес) — деревня в Кугарчинском районе Республики Башкортостан Российской Федерации. Входит в состав Тляумбетовского сельсовета.

## География

### Географическое положение
Расстояние до:
- районного центра (Мраково): 45 км,
- центра сельсовета (Тляумбетово): 3 км,
- ближайшей ж/д станции (Мелеуз): 68 км.

## Население
| 2002 | 2009 | 2010 |
| ---- | ---- | ---- |
| 313  | ↘312 | ↘299 |

Национальный состав
Согласно переписи 2002 года, преобладающая национальность — башкиры (99 %).

## Религия
В деревне есть мечеть.